# Poueyferré
Poueyferré település Franciaországban, Hautes-Pyrénées megyében. Lakosainak száma 830 fő (2022. január 1.). Poueyferré Loubajac, Bartrès, Lourdes és Peyrouse községekkel határos.

## Népesség
A település népességének változása:
| Lakosok száma | 890  | 867  | 893  | 849  | 843  | 843  | 846  | 838  | 830  |
|               | 2013 | 2015 | 2016 | 2017 | 2018 | 2019 | 2020 | 2021 | 2022 |